# 키미코 겔만
키미코 겔만(Kimiko Gelman, 1966년 2월 20일 ~ )은 미국의 연극, 텔레비전, 영화배우이다. 미국 브루클린에서 태어났다.

## 영화
- 헝거게임 : 판엠의 불꽃 (2012년) - 비니아 역
- 마이너리티 리포트 (2002년)
- 웨스트 윙 시즌1 (1999년) - 비밀요원 켈리 역
- 제로드 (1996년)
- 스위트 마마 (1996년)
- 네드와 스테이시 (1995년) - 켈리 역
- 시카고 메디컬 (1994년)
- 히스테리 (1994년)
- 픽클 (1993년)
- 비버리힐즈의 아이들 (1990년)
- 독신자 폴리의 사랑 (1987년) - 로즈 폴리 역
- 머나먼 정글 (1987년)
- 낫츠 랜딩 (1979년)